# Lynn Roethke
Lynn Joyce Roethke (ur. 22 czerwca 1961 w West Bend) – amerykańska judoczka. Dwukrotna olimpijka. Na turnieju w Barcelonie 1992 zajęła dwudzieste miejsce w wadze półśredniej. Druga w nieoficjalnych zawodach w Seulu 1988.
Wicemistrzyni świata w 1987; siódma w 1986; uczestniczka zawodów w 1984, 1989 i 1991. Startowała w Pucharze Świata w 1990 i 1999. Mistrzyni igrzysk panamerykańskich w 1987 i druga w 1991. Brązowa medalistka mistrzostw panamerykańskich w 1990 roku.

## Letnie Igrzyska Olimpijskie 1988
| Konkurencja | Rundy eliminacyjne    | Finały                        | Finały             | Klas. końcowa |
| Konkurencja | 1/32                  | 1/32                          | 1/32               | Miejsce       |
| ----------- | --------------------- | ----------------------------- | ------------------ | ------------- |
| 61 kg       | Teresa Gaspar (POR) Z | Bogusława Olechnowicz (POL) Z | Diane Bell (GBR) P | 2.            |

## Letnie Igrzyska Olimpijskie 1992
| Konkurencja | Rundy eliminacyjne  | Klas. końcowa |
| Konkurencja | 1/32                | Miejsce       |
| ----------- | ------------------- | ------------- |
| 61 kg       | Birgit Blum (LIE) P | 20.           |